# Штрасвальхен
Штрасвальхен — ярмаркове містечко та громада в австрійській землі Зальцбург. Містечко належить округу Зальцбург-Умгебунг. 
Штрасвальхен на мапі округу та землі.

## Галерея

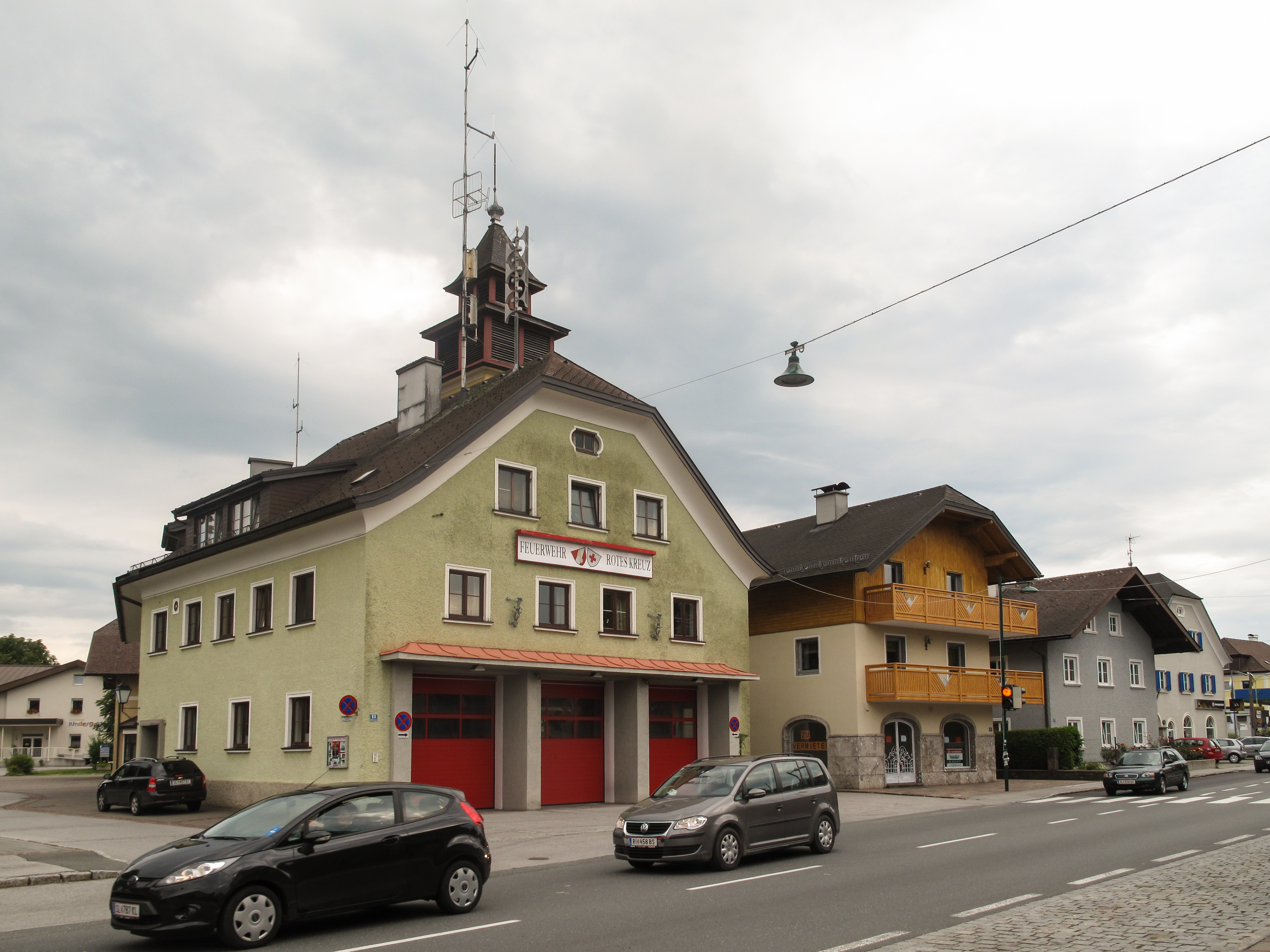
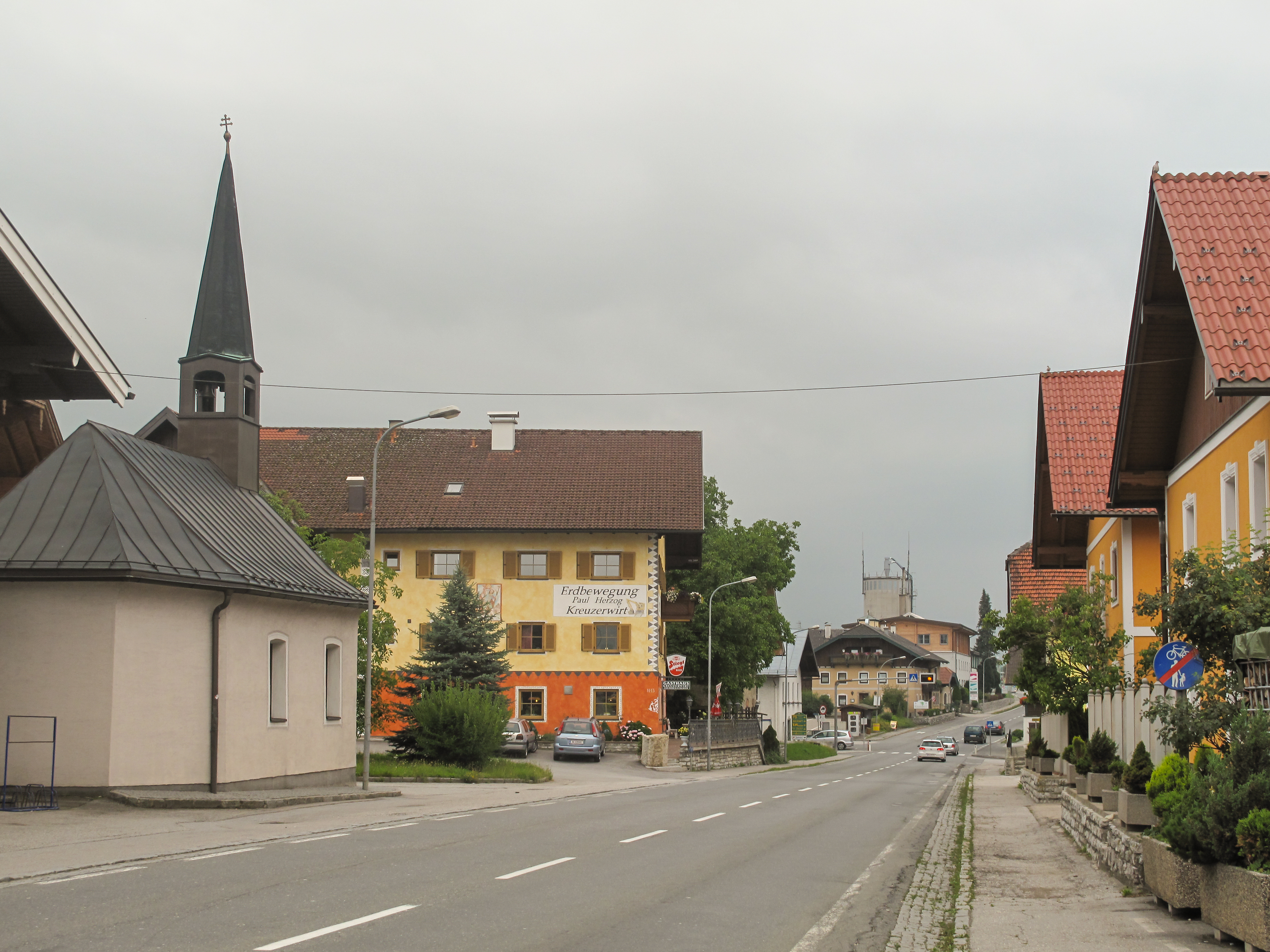

## Виноски
1. ↑   www.strasswalchen.at